# Carga de goteo

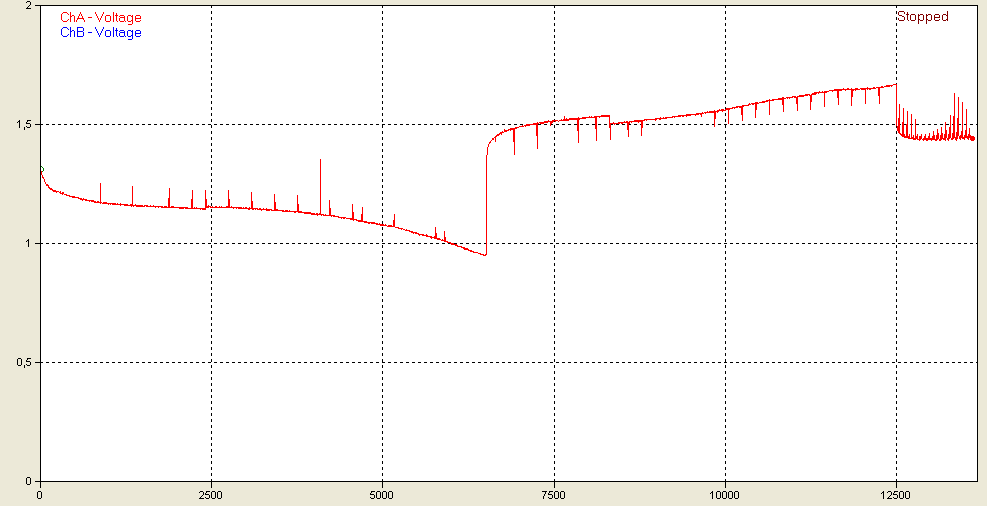
Perfil de tensión de una descarga y carga de una batería de NiCd de 800 mAh con la posterior carga de mantenimiento (tiempo dado en segundos)

La carga de goteo, carga de mantenimiento o carga continua, es un modo de cargar una batería hasta el nivel de "carga completa" a una velocidad igual a su velocidad de autodescarga, permitiendo así que la batería se mantenga siempre completamente cargada. Esta situación se produce casi exclusivamente cuando la batería no tiene una carga externa, puesto que la carga no podrá mantener una batería cargada cuando se conecta una carga externa con un consumo determinado de corriente. Cuando una batería se está cargando con una de tensión flotante constante se dice que está sometida a una carga flotante .

## Plomo-ácido
Para baterías de plomo-ácido sometidas a una carga flotante sin carga externa (como baterías SLI ), la carga de goteo se produce de forma natural al final de la carga, cuando la resistencia interna de la batería de plomo-ácido, respecto al corriente de carga, aumenta lo suficiente para reducir la corriente de carga adicional a un goteo, de ahí el nombre. En estos casos, la carga de goteo equivale a la energía gastada por la batería de plomo-ácido que divide el agua del electrolito en gases de hidrógeno y oxígeno. Otros procesos químicos de baterías, como la tecnología de baterías de iones de litio, no pueden someterse a carga de goteo de forma segura. En este caso, los circuitos de supervisión (a veces llamados sistema de gestión de la batería ) ajustan las condiciones eléctricas durante la carga para adaptarse a los requisitos de la química de la batería. En cuanto a la carga de goteo, en el caso de las baterías de ion de litio en general, y especialmente para algunas variantes, el hecho de no adaptarse a las limitaciones de la química y de la electroquímica de cada celda, una vez se ha llegado a un estado de carga completa, puede provocar un sobrecalentamiento y, posiblemente, un incendio. o explosión.

## Ni-Cd
La carga de mantenimiento tiene lugar después de cargar una batería, controlada por un cargador o cargador de mantenimiento adecuado a la batería. Para las baterías de níquel-cadmio y níquel-hidruro metálico, la carga continua debe realizarse en forma de impulsos de corriente cortos. Este método tiene la ventaja sobre la carga de goteo con una corriente continua baja que el riesgo de formación de dendritas se reduce mucho.    